# Барот Ками
Барот Ками (фр. Barraute-Camu) насеље је и општина у југозападној Француској у региону Аквитанија, у департману Атлантски Пиринеји која припада префектури Олорон Сен Мари.
По подацима из 2011. године у општини је живело 162 становника, а густина насељености је износила 41,12 становника/km². Општина се простире на површини од 4 km². Налази се на средњој надморској висини од 81 метар (максималној 145 m, а минималној 53 m).

## Демографија
| 1962. | 1968. | 1975. | 1982. | 1990. | 1999. | 2011. |
| ----- | ----- | ----- | ----- | ----- | ----- | ----- |
| 213   | 210   | 187   | 186   | 160   | 164   | 162   |

График промене броја становника у току последњих година